# Alexandra Vela
Alexandra Blanca Vela Puga (n. San Salvador, 30 de noviembre de 1951) es una abogada y política ecuatoriana nacida en El Salvador. Fue Ministra de Gobierno durante la administración del presidente Guillermo Lasso, entre 2021 a 2022.

## Biografía
De padres ecuatorianos, estudió leyes en la Universidad de Lima y en la Universidad Católica de Santiago de Guayaquil. 
En 1979 fundó, junto con otras personalidades, el partido Democracia Popular, que se concibió como un movimiento político de élites intelectuales.
Ingresó al gobierno de Jaime Roldós Aguilera como Secretaria Particular de la Presidencia, cargo que desempeñó de 1979 a 1981. Con la muerte de Roldós, pasó a ser Subsecretaria de la Administración Pública del presidente Oswaldo Hurtado Larrea hasta el fin de su período en 1984.
Fue concejal de la ciudad de Quito por dos periodos (de 1988 a 1992 y de 1992 a 1996). Posteriormente entró de la mano de la Democracia Popular como diputada en representación de la Provincia de Pichincha al Congreso Nacional, donde se convirtió en su vicepresidenta. En este periodo demandó por injurias al entonces Presidente de la República, el abogado Abdalá Bucaram. Esto luego de que Bucaram la acusara de haber robado documentos esenciales para la investigación de la muerte del expresidente Roldós. La Corte se pronunció a favor de Vela en 1998 y condenó a Bucaram a 2 años de cárcel, aunque para este momento ya había sido destituido de la presidencia y se hallaba asilado en Panamá.
Vela renunció a su curul para integrar la Asamblea Constituyente de 1997 que se encargó de redactar la Constitución de 1998. Una vez finalizada la Asamblea volvió al Congreso como diputada por Pichincha al ser elegida durante las elecciones legislativas de 1998.
Luego de la caída del gobierno de Jamil Mahuad y la desintegración del bloque de la Democracia Popular en el Congreso, pasó a formar parte del recién formado movimiento Patria Solidaria, del expresidente Oswaldo Hurtado Larrea. Abanderada por este movimiento intentó infructuosamente ser reelegida como diputada en las elecciones legislativas de 2002.
En años posteriores se desempeñó como analista política y como decana de la Facultad de Derecho de la Universidad de las Américas.

### Ministra de Gobierno

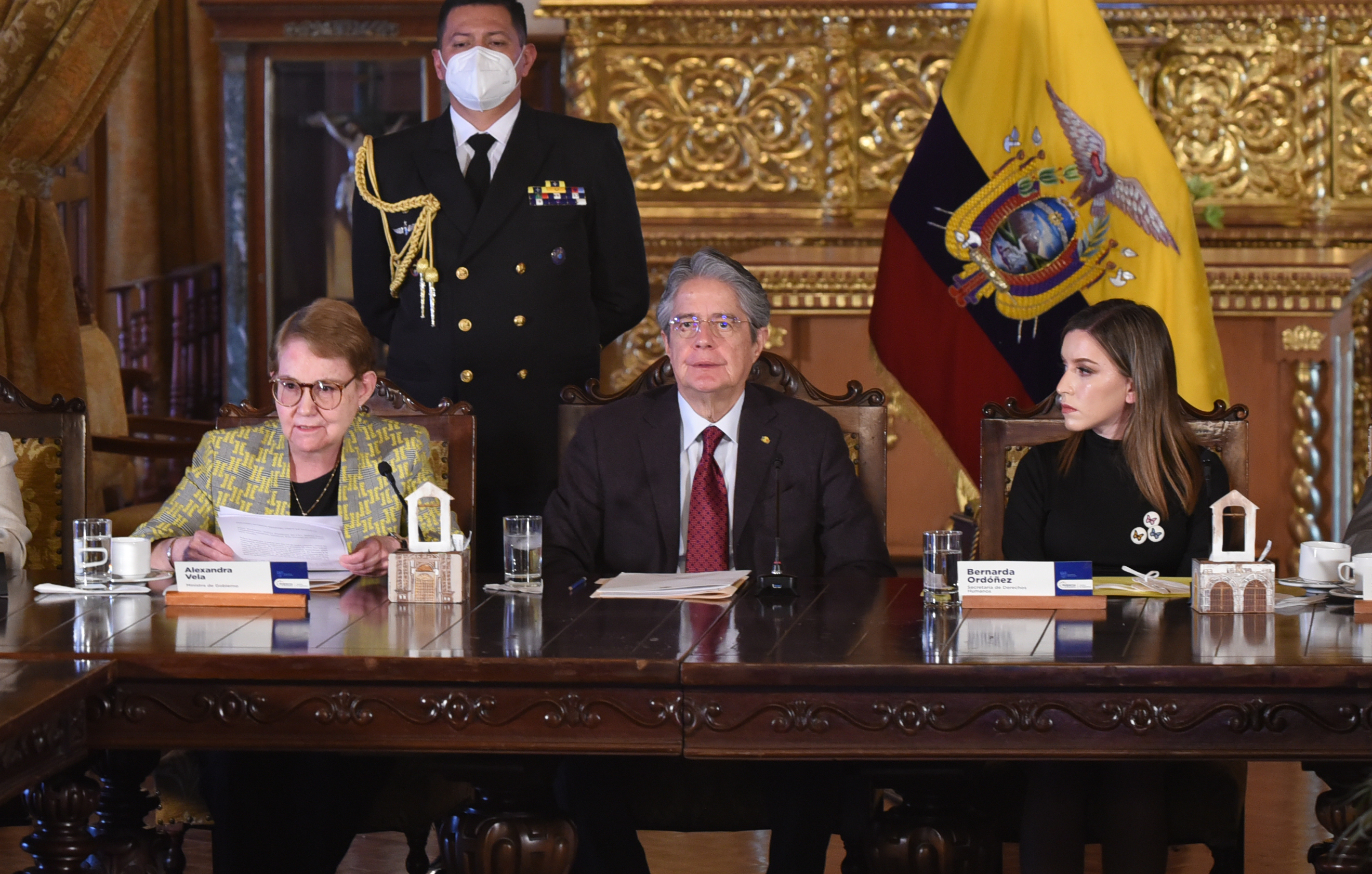
Alexandra Vela (izquierda) junto al presidente Guillermo Lasso.

Regresa a la vida política en julio de 2021, siendo designada como Ministra de Gobierno por el presidente Guillermo Lasso.
Durante su gestión, ocurrió la masacre carcelaria del 28 de septiembre del 2021 en la Penitenciaría del Litoral en Guayaquil, provincia del Guayas.
La relación entre el gobierno y la Asamblea Nacional se deterioró de forma considerable durante marzo de 2022, particularmente luego de que el legislativo votara a favor del archivo del proyecto de Ley de Inversiones presentada por el presidente Lasso. Ante el archivo de la propuesta, Vela aseguró que la Asamblea representaba una «amenaza para la democracia» y propuso la aplicación de la muerte cruzada para disolver el cuerpo legislativo. Sin embargo, el presidente Lasso se negó a aplicarla, por lo que Vela renunció a su cargo de ministra el 29 de marzo del mismo año.
El mismo día de su renuncia, en una de sus últimas actividades en el cargo, acudió ante la Corte Constitucional para presentar una acción de inconstitucionalidad contra un paquete de 268 amnistías que la Asamblea Nacional había aprobado el 10 de marzo pasado, aseverando que en el país no podía existir «impunidad». Entre las personas beneficiadas por las amnistías se encontraban personas que habían participado en las Protestas en Ecuador de 2019 en contra del gobierno de Lenín Moreno, además de activistas defensores de los derechos de la naturaleza y de los territorios comunitarios.